# Laure Gaudreault
Pour les articles homonymes, voir Gaudreault.
Laure Gaudreault (née le 25 octobre 1889, morte le 22 janvier 1975 à l'âge de 85 ans) est une enseignante, journaliste et une syndicaliste québécoise. Elle est considérée comme une pionnière du syndicalisme enseignant au Québec.

## Biographie

### Enfance et formation
Laure Gaudreault est née le 25 octobre 1889 dans un rang connu sous le nom de Snigoll, situé à La Malbaie (région de Charlevoix). Ne disposant pas d'école de rang à proximité, sa mère, Marguerite Bergeron-Gaudreault, femme très scolarisée pour l'époque, prend en charge les premières années de son éducation.

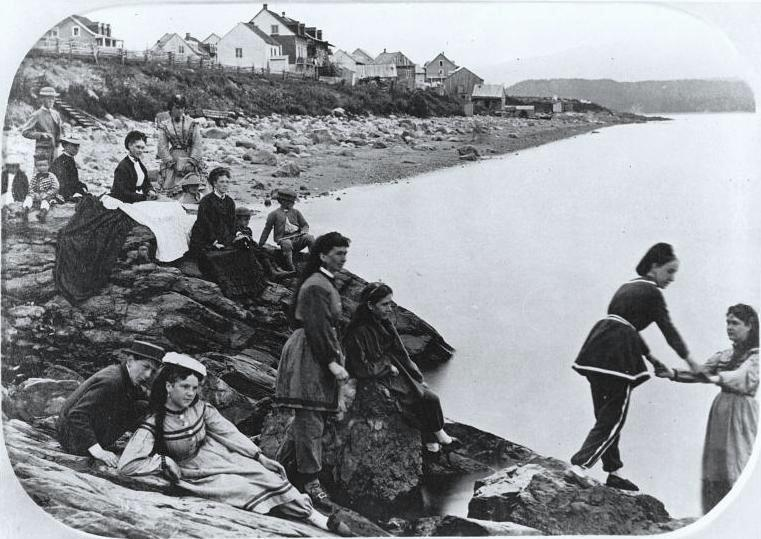
Baigneurs à La Malbaie en 1870.

À treize ans, Laure Gaudreault intègre pour la première fois une institution scolaire en devenant pensionnaire au Couvent des Sœurs de la Charité à La Malbaie. Elle est une bonne élève, obtenant notamment le prix Prince de Galles, haute décoration des institutions d'enseignement québécoises de l'époque. Elle se voit également décerner la Médaille d'or d'enseignement pratique lors de son passage à l'École normale Laval, un établissement de Québec formant les enseignants francophones de la province.

### Enseignement et journalisme

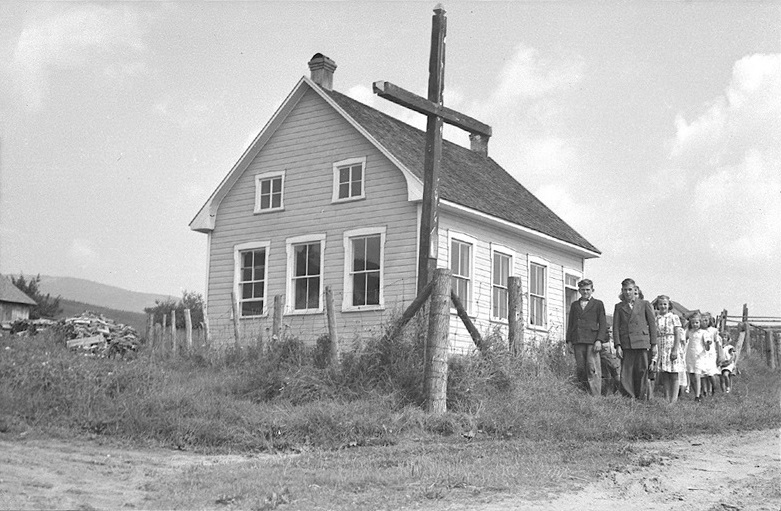
Une école de rang à Saint-Fidèle, dans le comté de Charlevoix (d'où est originaire Laure Gaudreault), 1942.

À seize ans, Laure Gaudreault commence sa carrière d'institutrice à l'École numéro 1, située dans la paroisse des Éboulements. Elle enseigne ensuite dans la paroisse de Clermont (d'où elle est originaire) puis quitte Charlevoix en 1920 pour enseigner à Saint-Cœur-de-Marie (aussi appelé Mistouk), au Lac-Saint-Jean. Gaudreault est fatiguée par les conditions difficiles de l'enseignement rural. Les institutrices ne bénéficient pas de bons salaires (200 $ par année en moyenne en 1927 alors qu'une emballeuse chez Dupuis ou Eaton gagne 500 $), souffrent du froid et de l'insuffisance des moyens, doivent s'acquitter de tâches comme la préparation des repas et le nettoyage des établissements et sont victimes de la corruption des administrateurs (favoritisme, fraude des salaires, etc.). Elles assument également d'autres responsabilités auprès de la communauté comme s'occuper des recensements, veiller les morts ou encore écrire des lettres pour la population analphabète. De plus, les institutrices qui se marient perdent souvent leur emploi ainsi que leur ancienneté.
Laure Gaudreault délaisse donc le métier d'institutrice durant une dizaine d'années afin de se consacrer au journalisme. Publiant souvent sous le pseudonyme de «Cousine Laure», elle travaille pour le journal Le Progrès du Saguenay, à Chicoutimi (Saguenay), et publie des articles s'adressant aux enseignantes en milieu rural. L’un de ses mandats est de répondre au courrier des lecteurs et de nombreuses institutrices lui font part de leurs difficultés relatives à l’enseignement. C’est en répondant à ces appels que Laure Gaudreault entreprend le combat de sa vie : la défense des institutrices et l’amélioration de l’enseignement[réf. nécessaire] .
Laure Gaudreault revient à La Malbaie en 1932 et reprend l'enseignement à l'école de Rivière-Mailloux.

### Carrière syndicale
Au courant des années 1930, durant la Grande Dépression, les conditions de travail des institutrices rurales, déjà peu enviables, se dégradent encore plus. Les salaires sont bas et bien des enseignantes doivent faire appel à leurs proches afin de réussir à joindre les deux bouts. Face à la pénibilité de cette situation, plusieurs mouvements de protestation se mettent en branle. À titre d'exemples, quatre institutrices de Cap-Chat (Gaspésie) quittent leurs classes pour protester contre le non-versement de leurs salaires en 1929, une dizaine d'institutrices d'Alma (Saguenay-Lac-Saint-Jean) font la même chose en 1933, les professeurs de Montréal protestent contre les réductions salariales en 1934 et, en 1936, les neuf professeures de Cap-aux-Meules (Îles-de-la-Madeleine) quittent leurs postes afin de forcer les administrateurs à leur verser leurs rémunérations.
Sous la pression des commissions scolaires, le Premier ministre Maurice Duplessis réduit les salaires des institutrices de campagne à 250 $ en 1936, quelques mois à peine après qu'ils ont été fixés à 300 $ par le Département de l'instruction publique. Cette décision aura pour effet de galvaniser les mouvements de syndicalisation au sein du milieu de l'enseignement québécois. Constatant les conditions difficiles de l'enseignement rural, Laure Gaudreault vise à réunir les institutrices afin de défendre leurs droits. L'action syndicale ne lui est pas étrangère dans la mesure où elle a contribué à syndiquer les ouvriers de la compagnie Donohue, à La Malbaie, où son frère est directeur du syndicat. Le 2 novembre 1936, elle fonde l'Association catholique des institutrices rurales du district d'inspection primaire de La Malbaie (ACIR), le premier syndicat dans l'enseignement rural au Québec. Laure Gaudreault est élue secrétaire de l'organisation et sa sœur, Marguerite, en devient présidente. L'ACIR revendique notamment un salaire minimum à 300 $ par année et que l'expérience minimale pour avoir droit à une pension de retraite soit abaissée à 20 ans. L'initiative de l'ACIR fera boule de neige. À titre d'exemples, les institutrices de Jonquière (Saguenay) fondent une association le 12 février 1937, les professeures de Saint-Joseph-d'Alma font la même chose le lendemain, et celles de Chicoutimi se regroupent deux jours plus tard .
La même année, on crée la Fédération catholique des institutrices rurales de la province de Québec (FCIR), une organisation regroupant 13 association issues de 30 comtés du Québec. Présidente de l'organisation, Laure Gaudreault devient la première syndicaliste laïque rémunérée (450 $ par année) de l'histoire du Québec. Gaudreault est également à l'origine du journal de l'organisation, Notre petite feuille, au sein duquel elle publie régulièrement. Le succès du FCIR est évident: entre 1936 et 1949, plus de 69 associations regroupant plus de 7 000 institutrices rurales sont créées au Québec. En décembre 1945, la FCIR et deux autres organisations syndicales du milieu de l'enseignement fusionnent pour créer la Corporation générale des instituteurs et institutrices catholiques de la Province de Québec (CIC).
Malgré les mesures antisyndicales du Premier ministre Maurice Duplessis, les syndicats obtiendront de multiples améliorations des conditions de travail dans l'enseignement: le salaire minimum de 300 $ par année pour les institutrices rurales (1942), l'abolition du congédiement par les commissions scolaires des institutrices à la fin de l'année (1958) et même le salaire minimum de 1500 $ par an (1959). Dans les années 1960, Laure Gaudreault se retire de l'avant-scène du milieu syndical. Elle se consacre alors à la cause des enseignants retraités, participant notamment à la création de l'Association des retraités de l'enseignement (AREQ) en 1961, au sein de laquelle elle s'implique jusqu'en 1974.
Laure Gaudreault, est aujourd'hui considérée comme étant l'une des figures de proue de l'histoire du syndicalisme enseignant au Québec. Elle est également considérée comme l'une des figures fondatrices de la Centrale des syndicats du Québec (CSQ), regroupement syndical issu de la CIC.

### Mort
Laure Gaudreault est morte le 22 janvier 1975, à l'âge de 85 ans.

## Dans la culture populaire
- Iolande Cadrin-Rossignol, réalisatrice québécoise, lui consacre un film, Rencontre avec une femme remarquable : Laure Gaudreault, en 1983.

## Honneurs
- En 1989, elle reçoit le titre de «Grande de Charlevoix»[2].
- Le 8 mars 2019, Laure Gaudreault a été désignée personnage historique par le ministère de la Culture et des Communications[13].

#### Ouvrages
- Anik Meunier et Jean-François Piché (préf. Jacques Rouillard), Une histoire du syndicalisme enseignant : de l'idée à l'action, Montréal, Presses de l'Université du Québec, 2012, 232 p. (ISBN 978-2-7605-3377-6, présentation en ligne)
- Pierre Graveline, Une histoire de l'éducation au Québec, Montréal, Bibliothèque québécoise, 2007 (1re éd. 2003), 162 p. (ISBN 978-2-89406-286-9)
- Serge Gauthier, Laure Gaudreault, la syndicaliste de Charlevoix, Montréal, Éditions XYZ, 2005, 171 p. (ISBN 978-2-89261-421-3, présentation en ligne)
- Michel Giroux, Les souvenirs de Laure Gaudreault. Une chronique du journal l'Enseignement, 1966-1967, Québec, Centrale de l'enseignement du Québec, 1996, 85 p.

#### Articles
- Micheline Dumont, « Laure Gaudreault » dans L'Encyclopédie canadienne, Historica Canada, 1985–. Publié le 14 décembre 2013.  (consulté le 22 septembre 2019).
- Serge Gauthier, « Laure Gaudreault (1889-1975) pionnière du syndicalisme enseignant », Histoire Québec, vol. 9, no 1,‎ juin 2003, p. 12-13 (lire en ligne)
- Serge Gauthier, « Laure Gaudreault (1889-1975), pionnière du syndicalisme enseignant », Encyclobec,‎ 6 mars 2002 (lire en ligne)
- Serge Gauthier, « Laure Gaudreault, pionnière du syndicalisme », Revue d'histoire de Charlevoix,‎ avril 2002
- Laure Gaudreault, André Messier et Jacques Rouillard, « Témoignages : Laure Gaudreault », Bulletin du Regroupement des chercheurs-chercheures en histoire des travailleurs et des travailleuses du Québec, vol. 15, no 3,‎ automne 1989, p. 15-30 (lire en ligne)
- Jacques Dorion, « Laure Gaudreault : Cinquante ans de syndicalisme enseignant au Québec », Éducation Québec, vol. 5, no 10,‎ juillet-août 1975, p. 21-30

#### Autres
- Jacques Beauchamp (animateur), Aurélie Lanctôt (invitée), «Laure Gaudreault, institutrice et figure de proue du mouvement syndical enseignant», Aujourd'hui l'histoire, Radio-Canada, 6 mai 2019, 23 min.
- Christine Richard (réalisatrice), Laure l'insoumise, Ciné fête, 2004, 22 min.
- Iolande Cadrin-Rossignol (réalisatrice), Rencontre avec une femme remarquable, Films Cénatos, 1983, 89 min.